# Thom Peak
Der Thom Peak ist ein 664 m hoher und markanter Berg auf Südgeorgien im Südatlantik. Er ragt nördlich des Crean Lake am westlichen Ende des Shackleton Valley in der Busen-Region auf.
Das UK Antarctic Place-Names Committee benannte ihn 2013. Namensgeber ist der norwegische Walfängerkapitän Ingvar Thom, der mit der Southern Sky am 23. Mai 1916 den ersten Versuch zur Rettung der auf Elephant Island gestrandeten Teilnehmer der Endurance-Expedition (1914–1917) des britischen Polarforschers Ernest Shackleton unternommen hatte.